# Seraja bolezn'
Seraja bolezn' (Серая болезнь) è un film del 1966 diretto da Jakov Aleksandrovič Segel'.